# Bled Jezero
Bled Jezero je železniční stanice v blízkosti Bledského jezera a města Bled na trati Jesenice–Sežana. Od centra města Bled je stanice vzdálena zhruba 1,5 km.
Z této stanice je možno se snadno dostat do vesnice Podhom, která je výchozím bodem pro přístup k Vintgarské soutěsce (1,7 km pěšky).